# Centrale nucléaire de Douglas Point
La centrale nucléaire de Douglas Point  est la seconde centrale nucléaire canadienne. Elle est située dans le comté de Bruce, en Ontario. Elle a commencé à produire de l'électricité en 1967 puis elle a été mise à l'arrêt définitif en 1984.